# نظریه پارادوکس منافع
پارادوکس منافع از جدیدترین نظریات سیاسی و اجتماعی با رویکرد تحلیل طبقاتی برای تبیین الگوی محافظه کارانه در رفتار سیاسی، اجتماعی و اقتصادی طبقات اقتصادی و به خصوص طبقه متوسط است. این نظریه برای اولین بار توسط رحیم بایزیدی در مقاله ای با همین عنوان ارائه شده است. بر اساس این نظریه، طبقات اجتماعی را می‌توان بر اساس میزان برخورداری از ثروت به سه طبقه بالا (یک دهک ثروتمند)، پایین (۵ دهک فقیر جامعه) و متوسط (۴ دهک میانی)، تقسیم کرد. این تقسیم‌بندی طبقاتی با هدف استخراج الگوی رفتار سیاسی، اجتماعی و اقتصادی طبقات انجام شده است.

## توزیع ثروت در نظریه پارادوکس منافع
توزیع ثروت بخشی اساسی از نظریه پارادوکس منافع را تشکیل می‌دهد. بر اساس این نظریه، توزیع ثروت در سطح جامعه بدین شکل است که طبقه ثروتمند شامل دهک بالا، بین ۷۶ تا ۸۸ درصد کل ثروت جامعه را در اختیار دارد؛ طبقه متوسط شامل دهک‌های ۶ تا ۹، در مجموع بین ۱۱ تا ۲۳ درصد از کل ثروت جامعه را در اختیار دارند؛ و در نهایت نیز طبقه پایین شامل دهک‌های ۱ تا ۵، در مجموع کمتر از ۲ درصد از ثروت جامعه را در اختیار دارند. این تقسیم‌بندی، معیارِ تفاوت الگوی رفتاری طبقات جامعه در مورد سیاست‌های بازتوزیعی، قرار گرفته است.

## پارادوکس منافع در طبقه متوسط
با استناد به الگوی توزیع ثروت بین طبقات سه‌گانه، توزیع ثروت در سطح جامعه به قدری نابرابر است که اگر بازتوزیع کامل ثروت انجام شود، نه تنها طبقه پایین، بلکه طبقه متوسط نیز از نظر اقتصادی منتفع خواهد شد و تنها طبقه بالا (دهک ثروتمند جامعه) متضرر خواهد شد. طبقه متوسط بدین علت از بازتوزیع ثروت منتفع می‌گردد که در شرایط کنونی، سهم کمتری از ثروت جامعه را در تناسب با سهم جمعیتی خود در اختیار دارد. به عبارتی دیگر، طبقه متوسط بر اساس الگوی تقسیم‌بندی طبقاتی در نظریه پارادوکس منافع، ۴۰ درصد از جمعیت جامعه را به خود اختصاص داده است، اما ثروت این طبقه در مجموع تنها بین ۱۱ تا ۲۳ درصد است؛ لذا انتظار می‌رود که طبقه متوسط حامی سیاست‌های بازتوزیعی در جامعه باشد تا سهم بیشتری از توزیع ثروت در اختیار بگیرد؛ اما بر اساس مطالعات پیمایشی، طبقه متوسط عمدتاً نه تنها موافق سیاست‌های بازتوزیعی در سطح جامعه نیست، بلکه اکثریت آنها مخالف اعمال این سیاست‌ها هستند. از جمله دلایلی که برای این پارادوکس رفتاری در طبقه متوسط مطرح شده، تضاد منافع اقتصادی این طبقه با منافع سیاسی و اجتماعی آن است. به عبارتی دیگر، گرچه بازتوزیع ثروت می‌تواند ثروت بیشتری را برای طبقه متوسط به ارمغان بیاورد، اما برتری سیاسی و اجتماعی این طبقه را بر طبقه پایین (۵۰ درصد جامعه) از بین می‌برد؛ لذا طبقه متوسط، عموماً برای حفظ موقعیت برتر خود، از سیاست‌های بازتوزیعی حمایت نمی‌کند. مقصود از پارادوکس منافع در این نظریه، وجود تضاد در پیگیریِ همزمانِ منافع اقتصادی، سیاسی و اجتماعی توسط طبقات جامعه و به خصوص طبقه متوسط است.